# Van Praet (Antwerpen)

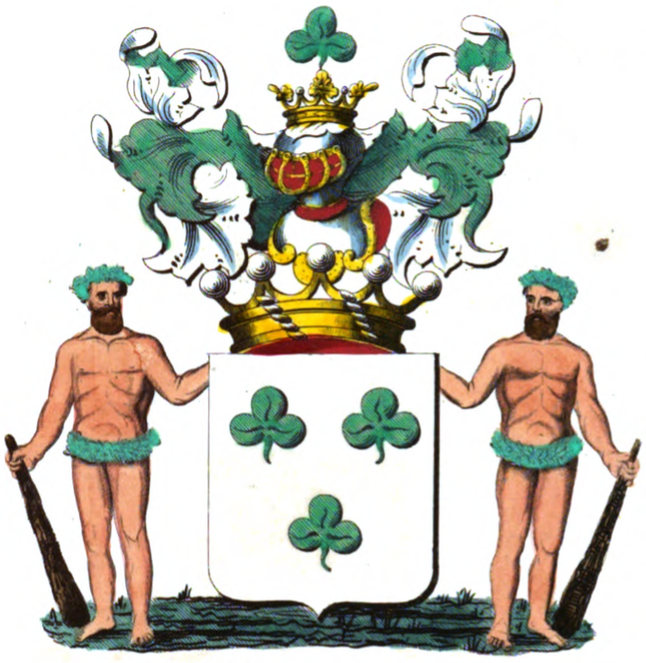
Wapen van de Antwerpse familie van Praet

Van Praet, ook Van Praet d'Amerloo, is een Zuid-Nederlandse adellijke familie. Ze is niet te verwarren met de Brugse niet-adellijke familie van de boekdrukkers Van Praet, noch met de Brugse heren van Praet.

## Geschiedenis
In 1734 verleende keizer Karel VI erfelijke adel aan Jacques-André van Praet, hierna als eerste vermeld.

## Genealogie
- Jacques-André van Praet
  - Joseph van Praet
    - Joseph van Praet (°1749), x Marie-Anne Vermoelen (°1755)
      - Philippe-Joseph van Praet (1781-1842), x Rosalie Ullens (1782-1862)
        - Charles-Corneille van Praet (zie hierna)
        - Sidonie-Marie van Praet (zie hierna)
        - Augustin-Louis van Praet (zie hierna)
        - Rosalie-Marie van Praet (zie hierna)

      - Joseph-Michel van Praet (zie hierna)

## Charles van Praet
- Charles Corneille Joseph van Praet (Antwerpen, 25 mei 1804 - Schoten, 6 oktober 1882), burgemeester van Schoten, was een zoon van Philippe-Joseph van Praet die in 1822 adelserkenning had gekregen, maar de nodige open brieven niet had gelicht, zodat de erkenning zonder gevolg bleef. Charles verkreeg in 1857 erkenning in de erfelijke adel, met de titel ridder overdraagbaar bij eerstgeboorte. Hij trouwde met Pauline Coget (1812-1855) en hertrouwde in 1856 met Nathalie van den Bossche (1818-1899), met wie hij een enige zoon had.
  - Werner van Praet (1858-1899) trouwde met Jeanne de Biolley (1861-1939). Ze kregen zes kinderen.
    - Roger van Praet d'Amerloo (1887-1959) kreeg in 1948 vergunning voor hem en zijn afstammelingen om d'Amerloo aan hun familienaam toe te voegen. Hij trouwde met barones Marie-Antoinette van der Bruggen (1899-1986). Ze kregen vijf kinderen en hebben afstammelingen tot heden. Waarvan 2 zonen, Jean die een zoon heeft met name Jean-Edouard van Praet d'Amerloo[dode link]; en Serge (1930-2006) met 4 kinderen met name Marc van Praet d'Amerloo, Annick van Praet d'Amerloo (1958-1977), Hugh van Praet d'Amerloo en Roderic van Praet d'Amerloo.
    - André van Praet (1898-1953), provincieraadslid voor Antwerpen, trouwde met Elisabeth Michielsen (1901-1989). Ze kregen vijf kinderen en hebben afstammelingen tot heden.

## Sidonie van Praet
Sidonie Marie Jeanne van Praet (Antwerpen, 6 september 1809 - 12 januari 1890), zus van bovengenoemde Charles, verkreeg in 1857 persoonlijke adelserkenning. Ze bleef vrijgezel.

## Augustin van Praet
Augustin Louis Marie van Praet (Antwerpen, 23 januari 1812 - 7 oktober 1886), broer van bovengenoemden, verkreeg in 1857 erkenning van erfelijke adel. Hij trouwde met Rosalie Lunden (1816-1845) en hertrouwde in 1883 met Marie-Thérèse Van Praet (1824-1904). Hij had vier kinderen uit het eerste huwelijk, maar in 1908 doofde deze familietak uit. 

## Rosalie van Praet
Rosalie van Praet (Antwerpen, 14 mei 1816 - 26 mei 1892), zus van de bovengemelden, verkreeg persoonlijke adelserkenning, eveneens in 1857. Ze bleef vrijgezel.

## Joseph van Praet
Joseph Michel François van Praet (Antwerpen, 26 mei 1788 - 31 mei 1860) trouwde met Marie-Hélène Geelhand (1789-1863). Ze hadden een enige dochter, die ongehuwd bleef. Joseph werd in 1822 in de erfelijke adel erkend, met de titel ridder, overdraagbaar bij mannelijke eerstgeboorte.

## Emilie van Praet

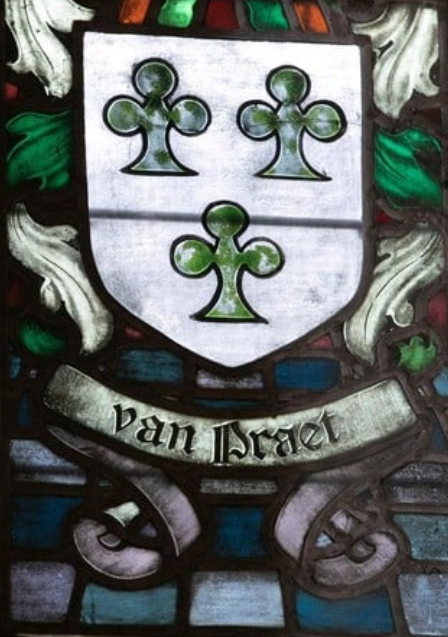
Sint-Lambertuskerk - Wapenschild als glasraam

Jonkvrouw Emelia Maria Josepha van Praet (Antwerpen, 21 december 1811 - Kessel, 27 augustus 1890) was de dochter van Joseph van Praet en Marie-Hélène Geelhand de Merxem. Wegens haar grote vrijgevigheid was de jonkvrouw in het Antwerpse Kessel bekend als de engel van Kessel. Via jonker Henricus-Jospehus Geelhand kwam het Goet ter Ryt, nadien opgegaan in domein Ten Dycke, in handen van de familie van Praet. Tussen 1872 en 1874 bouwde Emilie daar op de grond van 2 hoeven het Kasteel Ten Dijke alias Kasteel de Bogaertscheheide, nu gekend als het Kasteel Kesselhof. Emilie lag aan de basis van het lokaal Gods-Gasthuis en een meisjesschool met kleuterafdeling. Ze financierde ook herstellingen van brandglasramen en het hoofdaltaar van de Sint-Lambertuskerk. In 1890 werd de jonkvrouw begraven in een grafmonument naast de kerk, maar later herbegraven zonder monument. Haar familiewapen siert de kerk en ze wordt lokaal herinnerd en geëerd met het Emilie van Praetpark.